# 努镇
努镇（Nuh），是印度哈里亚纳邦Gurgaon县的一个城镇。总人口11038（2001年）。

## 人口
该地2001年总人口11038人，其中男性5829人，女性5209人；0—6岁人口2185人，其中男1116人，女1069人；识字率54.06%，其中男性为63.29%，女性为43.73%。